# Pat Garrity
Patrick "Pat" Garrity est un joueur américain de basket-ball né le 23 août 1976 à Las Vegas. Il mesure 2,06 m pour environ 108 kg.

## Biographie
Il effectue son cursus universitaire avec les Fighting Irish de Notre-Dame. Garrity participe au Championnat du monde des 21 ans et moins avec la sélection américaine, sélection dont il est le meilleur marqueur avec 11,8 points.
Il est choisi en 19e position de la draft 1998 de la NBA par les Bucks de Milwaukee. Il est toutefois immédiatement échangé, d'abord pour rejoindre les Mavericks de Dallas, puis les Suns de Phoenix. C'est avec cette franchise qu'il évolue pendant sa saison rookie, saison ponctuée de 5,6 points et 1,9 rebond en  13,8 minutes. Durant les play-offs qui opposent Phoenix aux Trail Blazers de Portland, ses statistiques passent à 9,0 points et 3,0 rebonds.
Il signe ensuite pour le Magic d'Orlando, franchise où il évolue jusqu'à la fin de sa carrière, en 2008. Sous le maillot du Magic, il se qualifie à quatre reprises pour les play-offs, en 2001 où Orlando est battu trois à un par les Bucks de Milwaukee. Puis Orlando est de nouveau éliminé sur le même score au premier tour face aux Hornets de Charlotte lors de la saison suivante. En 2003, Orlando se fait éliminer pour la troisième année consécutive au premier tour de la Conférence Est en s'inclinant quatre à trois face aux Pistons de Détroit. Garrity doit ensuite attendre la 2007-2008 pour retrouver les play-offs, saison où Orlando élimine les Raptors de Toronto par quatre à un au premier tour avant de s'incliner sur le même score face aux Pistons. Au total, Garrity dispute vingt rencontres de play-offs, pour des moyennes de 6,9 points et 3,2 rebonds.
Garrity signe la plupart de ses records en carrière face à la franchise qui l'a drafté, les Bucks de Milwaukee : 32 points le 27 février 2000, 15 rebonds le 2 novembre 2002, 7 paniers à 3 points le 19 mars 2002.
Garrity participe également à deux reprises au concours de tirs à 3 points du All-Star Game lors des éditions 2001 et 2003.
Le 11 septembre 2008, il annonce qu'il prend sa retraite après 10 saisons de NBA.